# Labubu
Labubu è una linea di pupazzi distribuiti dalla catena di negozi cinese Pop Mart e basati sull'omonimo personaggio creato dall'illustratore Kasing Lung per la serie di libri The Monsters. 

## Storia
Nel 2015 l'illustratore Kasing Lung creò la serie di libri The Monsters, i cui personaggi, ispirati al folklore norreno, erano delle creature chiamate Zimomo, Tycoco, Spooky, e degli elfi pelosi  con gli occhi grandi, orecchie da coniglio e denti aguzzi, chiamati Labubu.
Nel 2015 l'azienda How2Work creò il primo pupazzo ispirato al personaggio di Labubu, ma il successo arrivò solo nel 2019 quando iniziarono ad essere distribuiti dalla catena di negozi cinese Pop Mart, diventando popolari fra i collezionisti.
Labubu ha ottenuto successo mondiale a partire da aprile 2024, quando la cantante Lisa del gruppo K-pop Blackpink è stata fotografata con un portachiavi Labubu attaccato alla borsa. La fotografia, diventata virale su TikTok ha fatto scoppiare la mania per il pupazzo in Thailandia e nel sud est asiatico, per poi diffondersi in tutto il mondo.
Entro il 2025 sono state realizzate oltre 300 versioni di Labubu, in diverse dimensioni e materiali, con prezzi variabili da circa 20 euro per il modello base (10 cm) sino a quasi mille per le edizioni giganti da oltre 90 cm. Un esemplare gigante color verde menta fu venduto all’asta a Pechino per 170.000 dollari nel giugno 2025, diventando il giocattolo più costoso della storia.

## Serie
I Labubu vengono vendute in formato blind box, pacchetti sigillati in cui il personaggio è casuale, in modo da incentivare l'aspetto collezionistico per ottenere le versioni rare (“secret”) presenti all’interno di ogni serie
Tra le serie di maggior successo figurano:
- Exciting Macaron (ottobre 2023), portachiavi vinilici con nomi ispirati a dolci; rarità comuni e una figura "secret" tipo Chestnut Cocoa con probabilità 1:72
- Have a Seat (luglio 2024), Labubu in posizione seduta, più morbidi, con diverse espressioni del volto e un segreto DuoDuo

Sono inoltre state prodotte edizioni limitate legate ad altri brand come quella a tema Coca‑Cola (fine 2024), o al manga One Piece (primi mesi del 2025), e edizioni vendute in musei come quella dedicata al Louvre.